# Манчестер Арена
«Манчестер Арена» (по-рус. также пишут «Манчестер-Арена» и «Манчестер-арена», англ. Manchester Arena) — крытый спортивно-концертный комплекс в городе Манчестере (Великобритания).
«Манчестер Арена» — самая вместительная (по количеству зрителей) крытая спортивная арена в Великобритании и одна из самых вместительных в Европе. Может разместить до 23 000 зрителей (по другим данным 21 тысячу).
Официальное открытие состоялось 15 июля 1995 года.
Арена была построена с прицелом на возможность проведения на ней крупнейших спортивных соревнований, в особенности будущих Олимпийских игр, и была важной частью заявки города Манчестер на приём летних Олимпийских игр 2000 года. Но выборы столицы той Олимпиады выиграл австралийский город Сидней.
При проектировании «Манчестер-Арены» особое внимание было уделено уменьшению эха, которым тогда страдали многие концертные залы в столице Великобритании Лондоне. Теперь арена в основном используется для проведения концертов. На «Манчестер-Арене» выступало множество самых известных музыкальных звёзд мира (способных продать достаточное количество билетов, чтобы такой крупный стадион заполнить). 
Суммарная посещаемость «Манчестер-Арены» за календарный год превышает 1 миллион человек.

## Происшествия
22 мая 2017 года после концерта поп-певицы Арианы Гранде на арене произошёл теракт. Убито 22 человека, ещё 75 человек были ранены. Ответственность за преступление взяла на себя террористическая группировка «Исламское государство».